# Enna
Enna – miasto i gmina we Włoszech, w regionie Sycylia, w prowincji Enna. Położona jest prawie w samym środku wyspy na płaskowyżu i stanowi rozgraniczenie na część południową i północną Sycylii. Miasto nosi przydomek Belvedere della Sicilia.
Według danych na rok 2004 gminę zamieszkiwały 29 072 osoby, 81,4 os./km².